# Micaela Chao Maciñeira
Micaela Chao Maciñeira, nacida en 1892 en Vivero y fallecida el 27 de noviembre de 1928, fue una política gallega.

## Trayectoria
De la familia de Federico Maciñeira Pardo de Lama, era hermana de Teresa Chao Maciñeira, participó en el acto fundacional de las Irmandades da Fala, formó parte de la delegación de las Irmandades que viajó a Cataluña en 1917. Actuó en diversas piezas teatrales del Conservatorio Nacional del Arte Gallego y fue la principal animadora de la constitución en agosto de 1918 de la Sección Femenina de la Hermandad coruñesa, de la que fue su primera consejera.
Se casó en 1913 con Antonio Villar Ponte.